# Allegro PCB Router
Allegro PCB Router (попередня назва Specctra) — програма автоматичного трасування (проєктування) друкованих плат від компанії Cadence Design Systems. Програма комерційна.
Specctra успішно трасує плати великої складності завдяки застосуванню нового принципу представлення графічних даних — так званої ShapeBased-технології. На відміну від інших пакетів, в яких графічні об'єкти представлені в виді набору точок-координат, в цій програмі використовуються більш компактні способи їх матеріального опису. За рахунок цього підвищується ефективність трасування друкованих плат з високою щільністю розташування компонентів, забезпечується автоматичне трасування одного й того ж ланцюга трасами різної ширини та ін.
Specctra використовує адаптивні алгоритми, які застосовується на різних етапах (проходах) трасування:
1. попереднє трасування;
2. автотрасування;
3. додаткова обробка результатів автотрасування.

На першому проході виконується з'єднання абсолютно всіх провідників без звернення уваги на можливі конфлікти, які полягають у перетинанні провідників на одному шарі і порушенні вимог до мінімальних відстаней між провідниками. На кожному наступному проході автотрасувальник намагається зменшити кількість конфліктів, розриваючи зв'язки та знову прокладаючи їх (метод ripup-and-retry) і проштовхує провідники, розсуваючи сусідні (метод push-and-shove).
Програма сумісна з більшістю сучасних систем проєктування друкованих плат завдяки використанню поширеного промислового формату DSN для опису проєктів та Do-файлів для задання стратегії трасування, результати трасування повертаються в редактор плат через файли RTE і SES. Протокол виконання команд заноситься в Did-файл, який після редагування може використовуватися як Do-файл.